# Brandon Nakashima
Brandon Nakashima (født 3. august 2001 i San Diego, Californien, USA) er en professionel tennisspiller fra USA.